# Golfo Karaginskij
Il golfo Karaginskij (in russo Карагинский залив?) è un'ampia insenatura della costa nord-orientale della Kamčatka, nel mare di Bering. Si trova nell'omonimo rajon del Territorio della Kamčatka, nell'Estremo oriente russo.

## Geografia
Il golfo è compreso tra capo Il'pinskij (мыс Ильпинский), a nord, l'estremo punto meridionale della penisola Il'pinskij (полуостров Ильпинский) che lo separa dal golfo di Korf, e capo Ozernoj (мыс Озерной), sulla penisola Ozernoj, a sud. Si protende nel continente per 117 km ed è largo 239 km; la profondità dell'acqua raggiunge i 60 m. Le maree arrivano fino a 2,4 m. Le acque sono ricoperte di ghiaccio da dicembre a giugno.
Nella parte centrale del golfo, separata dalla terraferma dallo stretto di Litke, c'è l'isola Karaginskij e a nord di questa la piccola isola Verchoturova. Molti corsi d'acqua sfociano nel golfo: Makarovka, Kičiga, Tymlat, Karaga, Kajum, Ivaška, Istyk, Načiki e Uka. Ci sono molte insenature e baie minori, le principali sono: Anapka, Uala, Kičiginskij, Tymlat, Ossora, Karaga e Ukinskaja.
I principali centri urbani lungo le coste sono Ossora, Il'pyrskoe, Tymlat, Karaga, Belorečensk, Makar'evsk e Ivaška.